# 蔡松年
蔡松年（1105年—1159年）字伯坚。金代真定（河北正定）人。海陵王時參知政事、右丞相。
宋徽宗崇寧四年（1105年）出生，宣和末年隨父蔡靖守燕山府（今北京），後降金。曾擔任兀术的兼总军中六部事。由行臺尚書省令史。曾出使南宋、高丽。蔡松年、許霖、曹望之想和田瑴相结交，但被田瑴拒绝，因此结下怨仇。日後，蔡松年经常在宗弼面前诋毁田瑴。皇统元年（1141年），宗弼回朝辅佐熙宗，以松年为刑部员外郎。右丞韓企先生前推薦田瑴為接班人，宗弼卻說此人該殺。皇统六年（1146年），韓企先去世，隨即引發“皇統黨獄”。皇统七年（1147年）六月，借故杀田瑴、奚毅等多人，孟浩等三十四人被指为同党，迁徙海上，是為皇統黨獄。獄事成後，金國漢官都趨於緘默，不復敢言國事，唯務苟且。正隆元年（1156年）正月乙丑，官至尚書右丞。金海陵王正隆四年（1159年）去世，一說被金主完顏亮所鴆殺。有子蔡珪。
松年文詞清麗，尤工樂府，與吳激齊名，号“吴蔡体”。元好问譽之為“国朝第一手”。趙聞禮《阳春白雪》共收录蔡松年词七首。

## 延伸阅读
[在维基数据编辑]
 《金史·卷125》，出自脱脱《遼史》